# Selenoscopus turbisquamatus
Selenoscopus turbisquamatus és una espècie de peix pertanyent a la família dels uranoscòpids i l'única del gènere Selenoscopus.

## Descripció
- Pot arribar a fer 29,1 cm de llargària màxima.
- 4-5 espines i 13-14 radis tous a l'aleta dorsal i 13-14 radis tous a l'anal.
- La meitat superior del cos presenta moltes taques de color blanc groguenc.
- Les aletes pectorals, la segona dorsal i l'anal són de color marró vermellós.
- L'aleta pelviana és rosa pàl·lida.[2][3]

## Hàbitat
És un peix marí i batidemersal que viu entre 100 i 510 m de fondària.

## Distribució geogràfica
Es troba al Pacífic occidental: el centre del Japó i el nord del mar de Tasmània.

## Observacions
És inofensiu per als humans.